# باتری وی آر ال ای

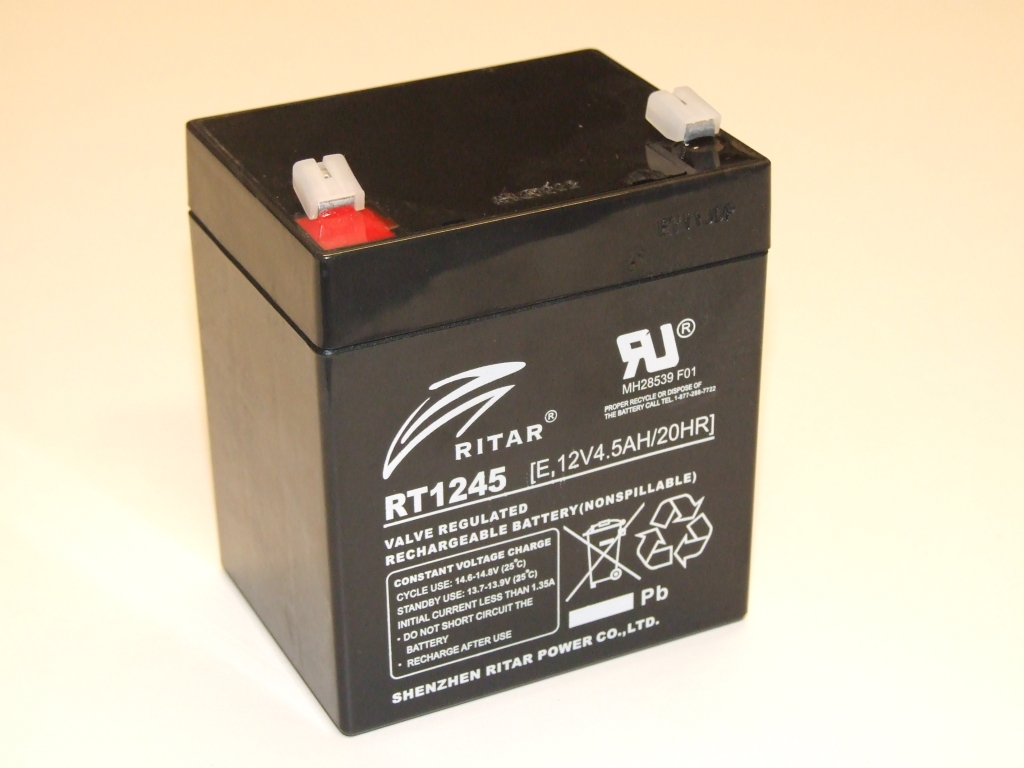
یک باتری وی آر ال ای ۱۲ ولتی

باتری‌های وی آر ال ای(به انگلیسی: VRLA battery) گونه خاصی از باتری‌های اسید-سربی قابل شارژ هستند که در مقایسه با باتری‌های اسیدی معمولی محاسن ویژه‌ای دارند که استفاده از آن را راحت‌تر می‌کند. این نوع باتری‌ها نیار به افزودن اسید یا آب مقطر نداشته و همچنین کاملاً بسته بوده و نیار به هیچ دریچه و منفذی ندارد. همچنین قابلیت قرار گیری در هر حالتی (عمودی، افقی، وارونه) را نیز دارا می‌باشد.

## باتری ژلی

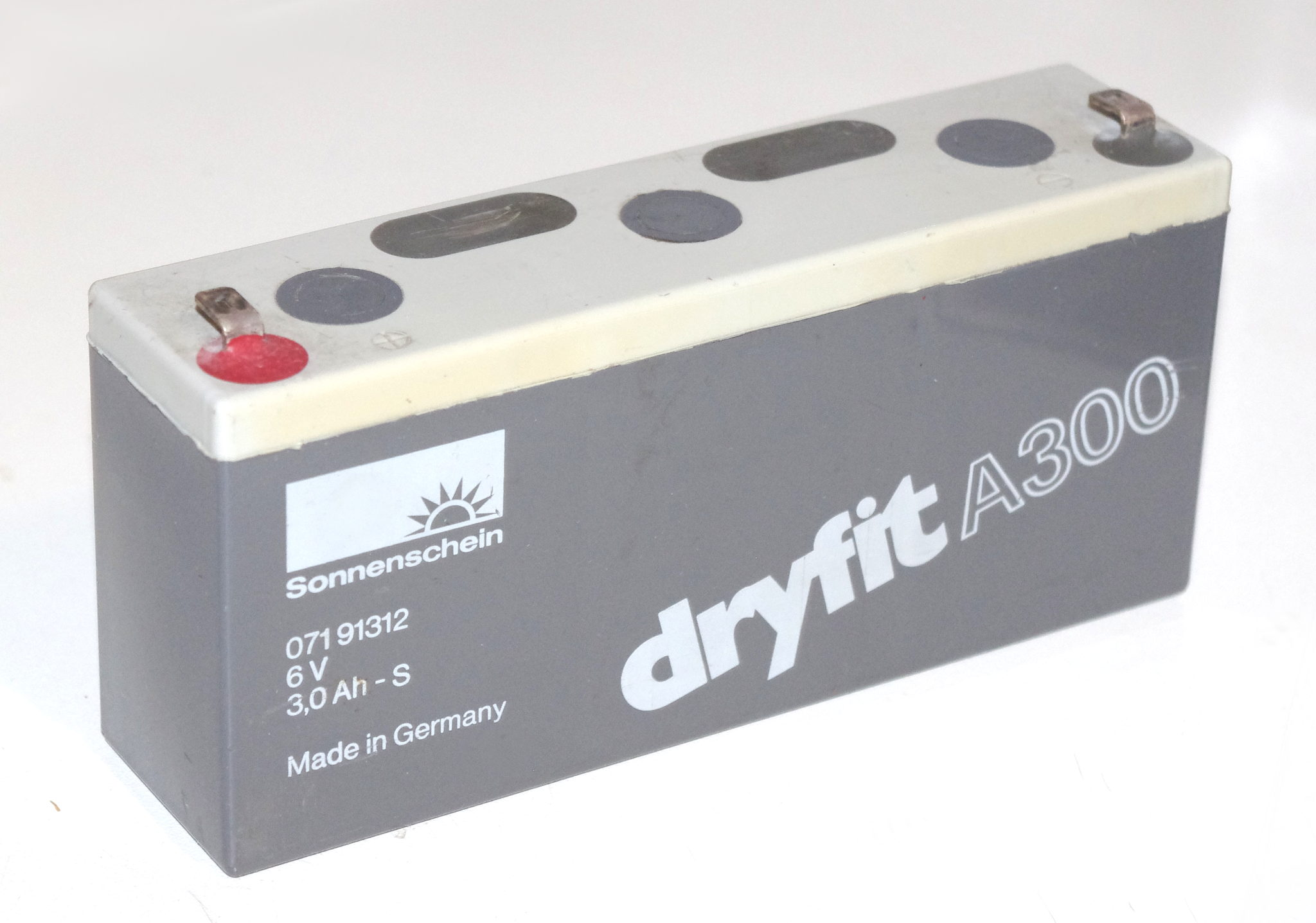
یک نمونه باتری ژلی

باتری ژلی از انواع باتری‌های سربی-اسیدی  است. در این باتری‌ اسید سولفوریک با سیلیس مخلوط می‌شود و یک خمیر یا ژل غلیظ ایجاد می‌کند. این خمیر وقتی که در زمان ساخت باتری شروع به خشک شدن می‌کند شیارهای ریزی را تشکیل می‌دهد که اجازهٔ عبور گاز بین صفحات مثبت و منفی را می‌دهد. بدین ترتیب اکسیژن و هیدروژن می‌توانند از طریق شیر اطمینان از باتری به بیرون هدایت شوند.  نیازمندی‌های تهویه برای این نوع باتری ممکن است بسته به سازندهٔ آن متفاوت باشد که دراین مورد باید آگاه بود و از دستورالعمل‌های مرتبط پیروی کرد. باتری‌های ژلی چرخهٔ عمر بسیار طولانی دارند  ولی توان نیرودهی آنها برای استارت زدن خودرو بسیار پایین است و نمی‌توان برای این کار از آن‌ها بهره برد.  کاربرد این باتری‌ها در یو‌پی‌اس‌های کوچک و بزرگ مرسوم است.
در این باتری‌ها  الکترولیت مایع به مادهٔ ژلی می‌چسبد و مانع از ریختن آن به خارج از باتری شود. با این ویژگی،  الکترولیت باتری با تغییر زاویه آن نشت نخواهد کرد و  حمل و نقل آسان‌تر و ایمن‌تری را ممکن می‌کند. این باتری‌ها صفحات کمتر ولی ضخیم‌تری نسبت به باتری‌های دیگر دارد، دارای شیر تنظیم بوده و به هیچگونه مراقبتی نیاز ندارد. این باتری‌های چند منظوره می‌توانند در محیط‌های خیلی گرم و بدون تهویه به کار خود ادامه دهد و در هوای سرد شارژ خود را نگه دارند.

### مزیت‌های باتری ژلی
1. نیاز به تعمیر و نگهداری ندارد، می‌تواند به پهلو نصب شود.
2. عمر طولانی به دلیل ویژگی انتقال گرما به بیرون
3. عملکرد خیلی عالی در طول عمر و افت شدید عملکرد در اواخر عمر
4. از ترکیب اکسیژن و هیدروژن می‌تواند آب تولید کند.
5. نسبت به AGM کمتر خشک می‌شود و کارکردی ایمن و عالی حتی بدون رسیدگی و مراقب دارد.
6. تعداد سیکل بالا و تحمل گرمای زیاد و استفاده طولانی
7. در سایزهای مختلف در بازار وجود دارد.

### معایب و محدودیت‌های این باتری
1. هرچند ژل نسبت به AGM تحمل بیشتری دارد ولی در کل نسبت به شارژ آسیب‌پذیرتر است.
2. انرژی خالص و جریان بار آن، در حد متوسط است.
3. حساس به تخلیه گاز، نیاز به سیستم تهویه دارد.
4. به غیر از نوع شناور آن، در انبار باید در حالت شارژ شده نگهداری شود